# Processo all'IG Farben

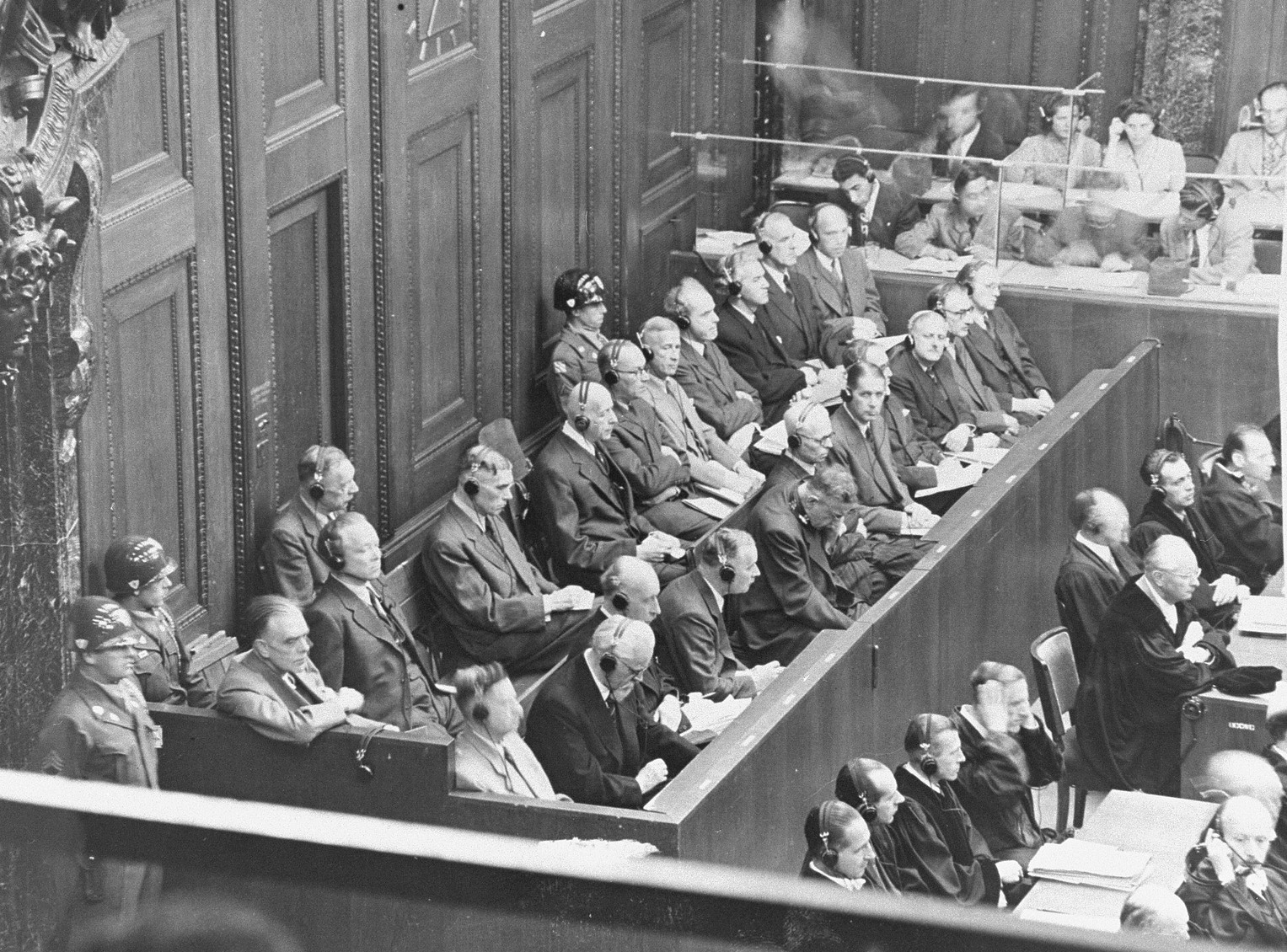
Processo all'IG Farben, 1947

Il processo all'IG Farben, (ufficialmente "The United States of America vs. Carl Krauch, et al.") fu il sesto dei dodici processi secondari di Norimberga per i crimini di guerra che le autorità militari americane indissero nelle zone occupate dopo la seconda guerra mondiale.
Gli imputati in questo processo erano tutti direttori della IG Farben, una grande industria chimica tedesca. La compagnia crebbe notevolmente durante la prima guerra mondiale quando fu incaricata dello sviluppo del "processo di Haber" per produrre ammoniaca, per poi arrivare al nitrato sintetico, importante componente nella fabbricazione di esplosivi come dinamite e TNT (allora importato dal Cile, ma insufficiente).
La società incorporò l'Agfa, Basf, Bayer, Hoechst e altre piccole imprese chimiche tedesche.
Durante la seconda guerra mondiale, una sussidiaria della IG Farben, la Degesch di Francoforte sul Meno, produsse il velenoso gas Zyklon B utilizzato nei campi di sterminio. La IG Farben si occupò anche della produzione di petrolio sintetico e di gomma (detta buna) derivata dal carbone ad Auschwitz, il che segnò l'inizio dell'attività delle SS e dei campi durante l'Olocausto. Al suo massimo, nel 1944, la fabbrica faceva uso di 83.000 schiavi.
I giudici in questo processo, facenti parte del Tribunale Militare VI, erano:
- Curtis Grover Shake (presidente), precedente giudice a capo della Corte Suprema dell'Indiana
- James Morris dal Dakota del Nord
- Paul M.Hebert, preside dell'Università di legge della Louisiana
- Clarence F.Merrell, avvocato dell'Indiana come sostituto giudice
- Telford Taylor, capo del consiglio per la persecuzioni dei crimini di guerra

Le accuse furono fatte il 3 maggio 1947; il processo si protrasse dal 27 agosto 1947 al 30 luglio 1948.
Dei 24 imputati, 13 furono ritenuti colpevoli di almeno un capo d'accusa e condannati al carcere da un anno e mezzo a 8 anni. Dieci imputati furono prosciolti dalle accuse. Max Brüggemann fu processato il 9 settembre per ragioni di salute.

## Imputazioni

### Capo d'accusa 1
Tutti gli imputati, operando in vece della IG Farben, parteciparono al piano di preparazione, inizio e entrata in guerra della Germania, con l'aggressione e l'invasione di altri Paesi in violazione alle leggi internazionali ed ai trattati.
Tutti gli imputati avevano alte posizioni nella finanza, nell'industria e nell'economia tedesca e commisero crimini contro la pace come definito dall'art.2 del Control Council Law No. 10 e precisamente contro:
- l'Austria, 12 marzo 1938
- la Cecoslovacchia, 1º ottobre 1938 e 15 marzo 1939
- la Polonia, 1º settembre 1939
- l'Inghilterra e Francia, 3 settembre 1939
- la Danimarca e la Norvegia, 9 aprile 1940
- il Belgio, i Paesi Bassi e il Lussemburgo, 10 maggio 1940
- la Jugoslavia, e la Grecia, 6 aprile 1941
- l'U.R.S.S., 22 giugno 1941
- gli Stati Uniti d'America, 11 dicembre 1941

Le imputazioni dichiaravano:
- L'alleanza tra la Farben, Hitler e lo NSDAP
- La Farben operò secondo i piani dell'alto comando tedesco
- La Farben partecipò alla preparazione del Piano quadriennale e in base alla richiesta economica della Germania in guerra
- La Farben partecipò alla creazione e all'equipaggiamento militare tedesco per la guerra
- La Farben procurò e stoccò materiale militare per offensive belliche
- La Farben partecipò all'indebolimento dei potenziali nemici della Germania
- La Farben partecipò al saccheggio, privazione, riduzione in schiavitù e uccisione come parte degli invasori

### Capo d'accusa 2
Crimini di guerra e crimini contro l'umanità per aver saccheggiato e derubato i territori occupati e installazioni in Austria, Cecoslovacchia, Polonia, Norvegia, Francia e Russia.
Vennero incorporate dalla Farben:
- Austria: Skodawerke — Wetzler A.G.[7]
- Cecoslovacchia: Prager Verein[8]
- Polonia: Przemysl Chemiczny Boruta S.A. Zgierz (Boruta), Chemiczna Fabryka Wola Krzysztoporska (Wola) e la Zaklady Chemiczne w Winnicy (Winnica).
- Norvegia: Norsk-Hydro[9]
- Francia: Compagnie Nationale de Matières Colorantes et Manufactures de Produits Chimiques du Nord Réunies Êtablissements Kuhlmann; Societé Anonyme des Matières Colorantes & Produits Chimiques de Saint Denis; Compagnie Française de Produits Chimiques et Matières Colorantes de Saint-Clair-du-Rhône.
- Russia: diverse industrie chimiche e tessili, ottenute grazie alla cosiddetta "Operazione Barbarossa", piano di aggressione e distruzione delle risorse sovietiche, in totale disaccordo alle convenzioni dell'Aia del 1907.

### Capo d'accusa 3

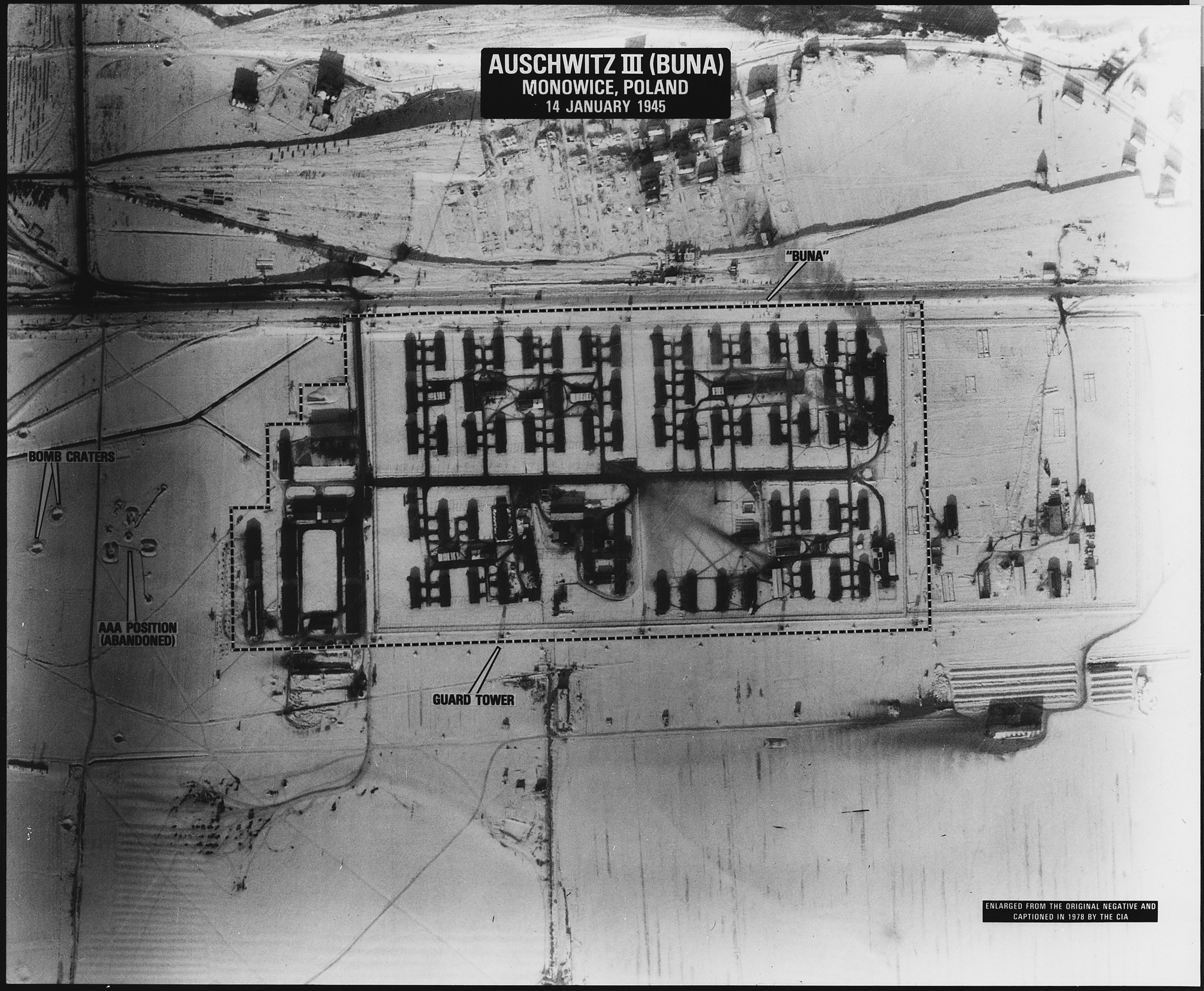
campo di concentramento Auschwitz III (BUNA), 1945

Crimini di guerra e crimini contro l'umanità per aver partecipato alla deportazione e riduzione in schiavitù su gigantesca scala dei detenuti nei campi di concentramento, dei civili delle zone occupate, dei prigionieri di guerra, e di averli maltrattati, terrorizzati, torturati e uccisi.
Le imputazioni chiarivano:
- Ruolo della Farben nel programma del campo di lavoro. Cinque milioni di uomini (tra cui donne e bambini) furono deportati in Germania e ridotti alla schiavitù con torture e crudeltà, senza acqua, cibo, medicinali. La Farben costruì impianti nelle vicinanze dei campi lavoro per poter attingere a questa forza lavoro[10].
- Utilizzo del gas tossico e esperimenti medici sui prigionieri[11]
- Collegamenti tra la Farben a Auschwitz.

### Capo d'accusa 4
Membri dell'organizzazione criminale SS.
Tre imputati, Schneider, Buetefisch, e Von der Heyde, furono accusati di essere membri delle SS, organizzazione dichiarata criminale dal tribunale militare internazionale (IMT).

### Capo d'accusa 5
Cospirazione a commettere i crimini menzionati nei capi d'accusa 1, 2 e 3.

## Imputati
|  | Nome                 | Funzioni | Capi d'accusa | Capi d'accusa | Capi d'accusa | Capi d'accusa | Capi d'accusa | Sentenza                                 |
|  |                      | 1 | 2             | 3             | 4             | 5             |               |                                          |
|  | -------------------- | --- | ------------- | ------------- | ------------- | ------------- | ------------- | ---------------------------------------- |
|  | Otto Ambros          | Capo della commissione delle strategie chimiche di guerra; capo produzione di Buna e Auschwitz                   | I             | I             | C             |               | I             | 8 anni, incluso il periodo del processo  |
|  | Walter Dürrfeld      | Capo costruzioni all'impianto di Auschwitz e Monowitz (Auschwitz III)                                            | I             | I             | C             |               | I             | 8 anni, incluso il periodo del processo  |
|  | Fritz ter Meer       | Responsabile del dipartimento II, l'impianto chimico per la produzione di Buna, vicino a Auschwitz               | I             | C             | C             |               | I             | 7 anni, incluso il periodo del processo  |
|  | Carl Krauch          | Presidente del consiglio d'amministrazione; membro dell'ufficio di Göring per il Piano quadriennale              | I             | I             | C             |               | I             | 6 anni, incluso il periodo del processo  |
|  | Heinrich Bütefisch   | Capo produzione a Auschwitz, Obersturmbannführer Tenente colonnello delle SS                                     | I             | I             | C             | I             | I             | 6 anni, incluso il periodo del processo  |
|  | Hermann Schmitz      | Presidente del consiglio esecutivo (CEO); membro del Reichstag                                                   | I             | C             | I             |               | I             | 4 anni, incluso il periodo del processo  |
|  | Max Ilgner           | Capo dei servizi segreti e propaganda                                                                            | I             | C             | I             |               | I             | 3 anni, incluso il periodo del processo  |
|  | Georg von Schnitzler | Wehrwirtschaftsführer (Military Economy Leader); Capitano delle SA                                               | I             | C             | I             |               | I             | 2½ anni, incluso il periodo del processo |
|  | Ernst Bürgin         | Responsabile all'impianto                                                                                        | I             | C             | I             |               | I             | 2 anni, incluso il periodo del processo  |
|  | Paul Häfliger        | Capo del dipartimento metallurgico                                                                               | I             | C             | I             |               | I             | 2 anni, incluso il periodo del processo  |
|  | Heinrich Oster       | Manager del sindacato (Nitrogen Syndicate)                                                                       | I             | C             | I             |               | I             | 2 anni, incluso il periodo del processo  |
|  | Hans Kugler          | responsabile vendite vernici per il sud-est Europa                                                               | I             | C             | I             |               | I             | 1½ anni, incluso il periodo del processo |
|  | Friedrich Jähne      | Capo ingegnere                                                                                                   | I             | C             | I             |               | I             | 1½ anno, incluso il periodo del processo |
|  | Fritz Gajewski       | Direttore della Agfa                                                                                             | I             | I             | I             |               | I             | assolto                                  |
|  | Heinrich Hörlein     | Capo delle ricerche chimiche                                                                                     | I             | I             | I             |               | I             | assolto                                  |
|  | August von Knierim   | Capo consigliere; Capo del dipartimento legale                                                                   | I             | I             | I             |               | I             | assolto                                  |
|  | Christian Schneider  | Capo del dipartimento I, produzione di azoto e benzina; capo del personale; "socio sostenitore" delle SS         | I             | I             | I             | I             | I             | assolto                                  |
|  | Hans Kühne           | Responsabile all'impianto                                                                                        | I             | I             | I             |               | I             | assolto                                  |
|  | Carl Lautenschläger  | Responsabile all'impianto                                                                                        | I             | I             | I             |               | I             | assolto                                  |
|  | Wilhelm Mann         | Farmaceutico; membro delle SA                                                                                    | I             | I             | I             |               | I             | assolto                                  |
|  | Karl Wurster         | Responsabile all'impianto                                                                                        | I             | I             | I             |               | I             | assolto                                  |
|  | Heinrich Gattineau   | Servizi segreti e centrale di polizia                                                                            | I             | I             | I             |               | I             | assolto                                  |
|  | Erich von der Heyde  | Vicedirettore dei servizi segreti e alla centrale di polizia; Hauptsturmführer Capitano delle SS, membro del OKW | I             | I             | I             | I             | I             | assolto                                  |
|  | Max Brüggemann       | Responsabile all'impianto                                                                                        | I             | I             | I             |               | I             | Processo rinviato per motivi di salute   |

I — Indiziato   C — Colpevole
Gli imputati Ilgner e Kugler furono rilasciati subito dopo il processo perché avevano scontato interamente il periodo di custodia appena sentenziato.
Gli imputati trascorsero il periodo di detenzione alla prigione di Landsberg am Lech, Baviera.